# 호올스
호올스(영어: Halls 홀스[*])는 박하뇌가 함유된 대중적인 진해정 브랜드 이름이다. 호올스 진해정은 현재 몬덜리즈 인터내셔널 소유의 캐드베리의 캐드베리-애덤스 디비전에 의해 판매되고 있으며 오랫동안 "Vapor Action"으로 광고되었다. 호올스는 1930년대에 영국 랭커셔주 화이트필드 스탠리 로드(Stanley Road)에서 1893년 토머스 해럴드 홀과 노먼 스미스 홀에 의해 설립된 호올스 브라더스(Halls Brothers)사에 의해 처음 제작되었다. 호올스 브라더스는 1964년 워너 램버트에 인수되었다. 화이트필드에서의 제작은 1980년대 말에 중단되었다. 화이자가 2000년 워너 램버트를 인수했을 때 호올스 브랜드는 애덤스 포트폴리오(트라이던트 껌, Dentyne, Chiclets, Freshen Up 포함)와 함께 출시되었다. 2년이 흘러 애덤스는 캐드베리에 인수되었고 또 이 기업은 크래프트 푸즈에 인수되었으며 나중에 구조 조정 후 이 기업의 이름은 몬덜리즈 인터내셔널로 변경되었다. 2015년 기준으로, 몬덜리즈 인터내셔널은 전 세계 호올스 브랜드를 보유하고 있다.